# Wieża ciśnień w Słupcy

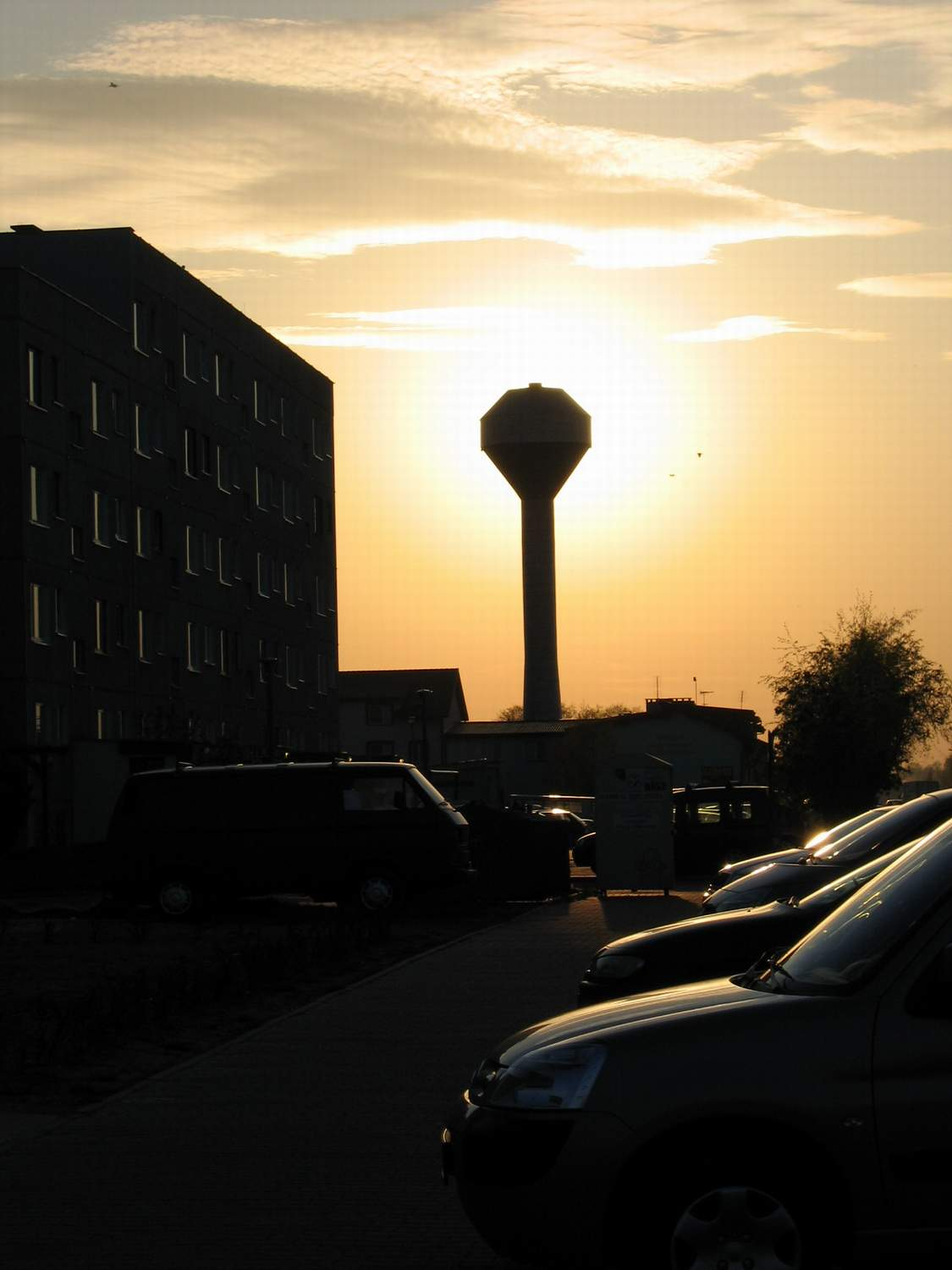
Słupca – wieża ciśnień

Wieża ciśnień w Słupcy – obiekt służący zapewnieniu stabilnego ciśnienia wody w Słupcy. Powstał w latach 90. XX wieku, z inicjatywy burmistrza Karola Wyszomirskiego. Usytuowana jest w północnej części miasta, w okolicach największego w Słupcy osiedla mieszkaniowego – Osiedla Niepodległości. Od czerwca 2008 roku na szczycie wieży znajduje się przekaźnik sieci komórkowej. Wieża mierzy 38-metrów.